# Bryum clintonii
Bryum clintonii är en bladmossart som beskrevs av Coe Finch Austin 1876. Bryum clintonii ingår i släktet bryummossor, och familjen Bryaceae. Inga underarter finns listade i Catalogue of Life.